# Ichthyodes rufipes
Ichthyodes rufipes är en skalbaggsart som beskrevs av Stefan von Breuning 1975. Ichthyodes rufipes ingår i släktet Ichthyodes och familjen långhorningar. Inga underarter finns listade i Catalogue of Life.